# Бранковац
Бранковац је туристичко одредиште и излетиште на Фрушкој гори, изнад Врдника код Ирига. 
Надморска висина одредишта је око 460 метара, па се са њега пружа изванредан видик и на Срем и на Бачку, као и на Нови Сад. На Бранковцу се налази напуштено одмаралиште Поште.